# Tableau (beaux-arts)
Cet article concerne l'œuvre d'art. Pour les autres significations, voir Tableau.

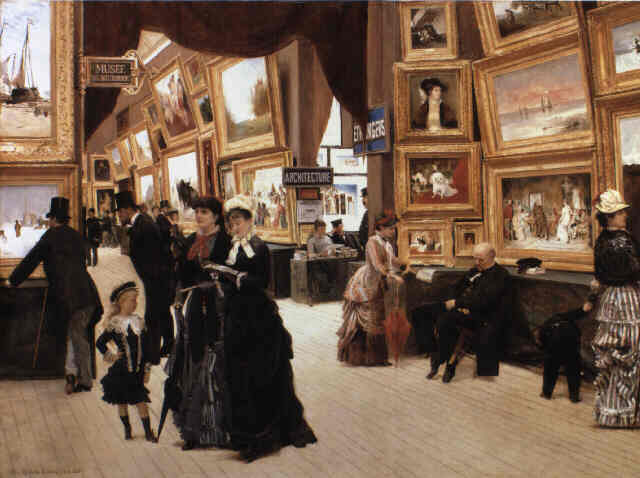
Édouard Joseph Dantan Un coin du Salon en 1880, l'artiste représente plusieurs tableaux exposés lors du Salon de peinture de 1880.

Un tableau est, dans le domaine des beaux-arts, un support de surface plane, constitué en différents matériaux (panneaux de bois, toile tendue sur châssis, carton entoilé, etc.), de formes et dimensions variées, sur lequel est réalisée une œuvre artistique en peinture, ou bien fait de collage ou constituée de toute autre matière. Le tableau est en général entouré d'un encadrement en bois ou métal et accroché à un mur.

## Terminologie
Dans son Histoire ancienne (1730-1738), Charles Rollin donne une explication de l'origine du terme tableau : « On prétend que les anciens peintres ne peignaient que sur des tables de bois blanchies avec de la craie, d'où vient le mot de tabula, tableau ; et que l'usage de la toile, parmi les modernes, n'est pas même fort ancien. »,. Une œuvre constituée de plusieurs tableaux séparés ou accolés ensemble, est appelée polyptyque (même si le sens s'est restreint à la peinture religieuse), ou, dans le cas de deux ou trois tableaux, diptyque ou triptyque.

## Types
Les types de tableaux sont différenciés par leurs dimensions. Un grand tableau est un « tableau monumental » ou décoratif, un tableau de taille moyenne est désigné « tableau de chevalet », et pour les petites tailles de « tableau de cabinet ». 

## Histoire
L'usage et la création d'un tableau remonte à l'Antiquité égyptienne, où des vestiges archéologiques témoignent de la réalisation de panneaux de bois enduit de plâtre. Les Grecs abordent le tableau de chevalet[pas clair] vers le IVe siècle av. J.-C.[réf. nécessaire] Les Byzantins au Xe siècle réalisent des tableaux en mosaïque. Au Moyen Âge le tableau revêt différentes formes et désigne aussi bien une peinture sur panneau que sur ivoire, ou des broderies montées sur cadres.
L'usage de la peinture sur tableau se généralise en Europe au XIVe siècle, à la différence de la tapisserie ou de la peinture murale, le tableau était un support décoratif indépendant, qui pouvait être librement déplacé et accroché à n'importe quel endroit d'une pièce. Le XVIe siècle voit l'apparition des premiers collectionneurs de tableaux, qui constituent leurs collections dans des cabinets aménagés à cet emploi.